# 祝千·洛藏年智丹增嘉措
祝千·洛藏年智丹增嘉措（？—？）民族及籍贯不详，第十二世祝千活佛。

## 生平
洛藏年智丹增嘉措是第十一世祝千活佛洛藏年智成来嘉措之后的第十二世祝千活佛。其后，为第十三世祝千活佛洛藏久美丹贝嘉措。